# Giovanni da Marostica
Giovanni da Marostica (... – 12 luglio 1464) è stato un vescovo cattolico italiano.

## Biografia
Il nome del vescovo Giovanni non compare nella cronotassi della sede caprulana stilata da Ferdinando Ughelli, ma viene invece riportato sia da Pius Bonifacius Gams che da Konrad Eubel, sebbene il primo lo indichi genericamente occupare la cattedra di Caorle nel 1460. Eubel è invece più preciso, ed indica la data della sua elezione il 20 ottobre 1463. A dipanare i dubbi è forse il Cappelletti, il quale asserisce che esiste un sigillo episcopale, attestante Giovanni da Marostica quale vescovo di Caorle, datato 1460.
Tuttavia Gusso e Gandolfo, citando Vittorio Piva , riportano che l'inizio del suo episcopato potrebbe risalire anche al 1457. In effetti le notizie riguardanti i vescovi che si sono succeduti nella sede caprulana nel XV secolo sono molto scarne. Lo stesso Giovanni Musolino annota che, dopo la morte del vescovo Gottardo Calderari Pomo, che riporta essere avvenuta il 10 novembre 1456, seguirono diversi anni di sede vacante. Secondo diversi storici la morte del Calderari sarebbe avvenuta nel 1473, sebbene non tutti siano concordi sul fatto che il suo governo episcopale a Caorle sia durato fino a quell'anno. Pertanto si lasciano aperte diverse possibilità sull'inizio dell'episcopato di Giovanni da Marostica.
Il manoscritto Memorie per servire all'Historia letteraria, riproduce con dovizia di particolari il sigillo episcopale citato dal Cappelletti, recante l'immagine della Santa Vergine col Bambino sopra la raffigurazione di quello che appare il vescovo stesso, con ai lati lo stemma episcopale ed il bastone pastorale, e la seguente iscrizione:
(Memorie per servire all'Historia letteraria (tomo X), appresso Pietro Valvasense, Venezia, 1757 (p. 379))
In quello stesso scritto il vescovo viene identificato come il tale Giovanni da Marostica che figura quale canonico della Chiesa patriarcale di Venezia nel 1458. In un atto in cui si dava concessione «a Giovanni Gradenigo chierico veneto una pensione annua di fiorini cento e venti sopra le rendite dell'abbazia di San Cipriano di Murano», viene menzionato in qualità di subdelegato apostolico del vescovo di Chioggia Niccolò, delegato di papa Callisto III. Nello stesso periodo, il suo nome compare anche come delegato del vescovo di Treviso.
Quale vescovo di Caorle, Giovanni da Marostica è citato infine anche nell'archivio dei Signori Manionarii di Vicenza, annoverato tra i nomi di vescovi originari della terra vicentina cui dedicare Messe in suffragio:
(Gaetano Macca, Storia del territorio vicentino (tomo II), presso Gio: Battista Menegatti, Caldogno, 1812)
Da qui si evince la data della sua morte, il 12 luglio, mentre l'anno della morte, come riportato da Eubel, deve essere non superiore al 1464, in quanto il suo successore Antonio da Fabriano è citato come vescovo di Caorle il 20 aprile dell'anno successivo. Si apprende inoltre che sarebbe stato sepolto nella città di Caorle, benché ad oggi non vi sia traccia di un suo sepolcro all'interno della cattedrale.